# 10151 Рубенс
10151 Рубенс (10151 Rubens) — астероїд головного поясу, відкритий 12 серпня 1994 року.
Тіссеранів параметр щодо Юпітера — 3,588.